# 比特堡
比特堡（德語：Bitburg，發音：[ˈbɪtˌbʊʁk] ⓘ）是德国莱茵兰-普法尔茨州比特堡-普吕姆艾费尔山县的城市，也是比特堡-普吕姆艾费尔山县的县治，面积47.55平方千米，2023年12月31日人口为17,465人。

## 友好城市
比特堡与以下城市结为友好城市：
- 比利时 阿爾隆（1965年）
- 德国 巴特克斯特里茨（1992年）
- 盧森堡 迪基希（1962年）
- 法國 勒泰勒（1965年）
- 美国 谢尔比维尔（1962年）[2]